# Сибила Сакскобургготска
Сибила Сакскобургготска или Сибила фон Саксония-Кобург и Гота (на немски: Sibylla Calma Maria Alice Bathildis Feodora von Sachsen-Coburg und Gotha; * 18 януари 1908 в дворец Фриденщайн в Гота; † 28 ноември 1972 в Стокхолм), по съпруг - херцогиня на Вестерботен и принцеса на Швеция, е майката на шведския крал Карл XVI Густав. Произхожда от германската благородническа фамилия Саксония-Кобург и Гота.
Принцеса Сибила е най-възрастната дъщеря на последния управляващ херцог на Саксония-Кобург и Гота, Карл Едуард (1884–1954) и съпругата му Виктория Аделхайд фон Шлезвиг-Холщайн-Зондербург-Глюксбург (1885–1970).
На 15 юни 1932 г. Сибила се сгодява в червения салон на двореца Каленберг за шведския принц Густав Адолф Бернадот (1906–1947), най-големия син на тогавашния шведски престолонаследник Густав VI Адолф. Сватбата се състои в Кобург през октомври същата година. На 19 октомври същата година двойката подписва брак във Весте Кобург.
Бащата на Сибила и майката на Густав Адолф са внуци на кралица Виктория и принц Алберт. След сватбата Сибила става херцогиня на Вестерботен и принцеса на Швеция. Понеже съпругът на Сибила умира преди баща му, тя не става кронпринцеса и кралица.
Сибила умира от рак на червата на 28 ноември 1972 г. на 64 години.

## Деца
Густав Адолф и Сибила имат пет деца:
- Маргарета Дезире Виктория (* 31 октомври 1934), ∞ 1964 Джон Амблер (1924–2008)
- Биргита Ингеборг Алисе (* 19 януари 1937), ∞ 1961 Йохан Георг принц фон Хоенцолерн (* 1932)
- Дезире Елизабет Сибила (* 2 юни 1938), ∞ 1964 фрайхер Никлас Силфвершийолд (* 1934)
- Кристина Луизе Хелена (* 3 август 1943), ∞ 1974 Торд Магнусон (* 1941)
- крал Карл XVI Густаф (* 30 април 1946), ∞ 1976 Силвия Зомерлат (* 1943)